# Zvonko Petričević
Zvonimir « Zvonko » Petričević, né le 26 juillet 1940, à Prizren, en Yougoslavie, est un ancien joueur yougoslave de basket-ball. Il évolue durant sa carrière au poste de pivot.

## Palmarès
- Finaliste du championnat du monde 1963
- Finaliste du championnat d'Europe 1961, 1965
- 3e du championnat d'Europe 1963
- Vainqueur des Jeux méditerranéens de 1959